# 송년회
송년회(送年會) 또는 망년회(忘年會)는 가족이나 친구들 또는 동호회, 회사 등 특정 단체에서 한 해를 마무리하며 갖는 연회를 뜻한다. 매년 마지막 달인 12월에 주로 열리며, 한 해를 뒤돌아보며 사람들간의 친목을 다지는 시간을 주로 보낸다. 송년회 또는 망년회란 말은 일본어투의 단어이기 때문에 국립국어원에서 송년 모임, 망년 모임으로 순화했다.

## 같이 보기
- 신년회